# Ziyang-Mensch
Als Ziyang-Mensch (资阳人,  Zīyángrén, englisch Ziyang Man/Tzu-yang Man/Tzuyang Man/Tze-yang Man/etc.) wird von chinesischen Forschern ein Schädel bezeichnet, die 1951 in Huangshanxi 黄鳝溪 im Kreis Ziyang in der chinesischen Provinz Sichuan entdeckt wurde. Der Fund gehörte vermutlich zu Lebzeiten einer über 50 Jahre alten Frau. Den chinesischen Forschern zufolge handelt es sich um den Überrest eines anatomisch modernen Menschen (Homo sapiens).
Da die genaue Fundschicht nicht bekannt ist, gibt es zwei Auffassungen über das Alter des Fundes: Nach der einen gehört er ins späte Pleistozän (ist also mehr als 10.000 Jahre alt), nach der anderen – basierend auf Radiokohlenstoffdatierung und Dendrochronologie – ist er nur ca. 7000 Jahre alt.

## Belege
1. 1 2  Cihai („Meer der Wörter“), Shanghai cishu chubanshe, Shanghai 2002, ISBN 7-5326-0839-5, S. 2273.
2. ↑   Ziyangren (Ziyang Man) (chinesisch).